# Liste der deutschen Botschafter in den Vereinigten Staaten
Dies ist eine Liste aller Botschafter und ranghöchsten Vertreter des Norddeutschen Bundes (1866–1871), des Deutschen Reiches (1871–1945) und der Bundesrepublik Deutschland (seit 1951) in den Vereinigten Staaten.

## Botschafter
| Name                                                           | Bild                                                           | Amtszeit                                                       | Anmerkungen |
| Gesandte und bevollmächtigte Minister des Norddeutschen Bundes | Gesandte und bevollmächtigte Minister des Norddeutschen Bundes | Gesandte und bevollmächtigte Minister des Norddeutschen Bundes | Gesandte und bevollmächtigte Minister des Norddeutschen Bundes                                                                               |
| -------------------------------------------------------------- | -------------------------------------------------------------- | -------------------------------------------------------------- | --- |
| Friedrich von Gerolt (* 1797; † 1879)                          |                                                                | 1868–1871                                                      | |
| Gesandte und bevollmächtigte Minister des Deutschen Reiches    |                                                                |                                                                | |
| Kurd von Schlözer (* 1822; † 1894)                             |                                                                | 1871–1882                                                      | |
| Karl von Eisendecher (* 1841; † 1934)                          |                                                                | 1882–1884                                                      | |
| Friedrich Johann Graf von Alvensleben (* 1836; † 1913)         |                                                                | 1884–1888                                                      | |
| Ludwig Aloys von Arco auf Valley (1845–1891)                   |                                                                | 1888–1891                                                      | |
| Theodor von Holleben (1838–1913)                               |                                                                | 1891–1893                                                      | |
| Clemens von Ketteler (1853–1900)                               |                                                                | 1892–1896                                                      | |
| / Botschafter des Deutschen Reiches                            |                                                                |                                                                | |
| Anton Freiherr Saurma von der Jeltsch (1836–1900)              |                                                                | 1893–1895                                                      | |
| Max Franz Guido Freiherr von Thielmann (1846–1929)             |                                                                | 1895–1897                                                      | |
| Theodor von Holleben (1838–1913)                               |                                                                | 1897–1903                                                      | |
| Hermann Speck von Sternburg (1852–1908)                        |                                                                | 1903–1908                                                      | |
| Johann Heinrich Graf von Bernstorff (1862–1939)                |                                                                | 1908–1917                                                      | |
| Erster Weltkrieg                                               |                                                                |                                                                | |
| Karl Lang (* 1871)                                             |                                                                | 1921–1922                                                      | Chargé d’affaires |
| Otto Wiedfeldt (* 1871; † 1926)                                |                                                                | 1922–1925                                                      | |
| Adolf Georg von Maltzan (* 1877; † 1927)                       |                                                                | 1925–1927                                                      | |
| Friedrich-Wilhelm von Prittwitz und Gaffron (* 1884; † 1955)   |                                                                | 1928–1933                                                      | |
| Hans Luther (* 1879; † 1962)                                   |                                                                | 1933–1937                                                      | |
| Hans-Heinrich Dieckhoff (* 1884; † 1952)                       |                                                                | 1937–1938                                                      | am 18. November 1938 zurückberufen wegen des Rückrufs des US-Botschafters am 15. November 1938 aufgrund der Ereignisse zur Reichspogromnacht |
| Hans Thomsen (* 1891; † 1968)                                  |                                                                | 1938–1941                                                      | vom November 1938 bis zum 11. Dezember 1941, Chargé d’affaires                                                                               |
| Bundesrepublik Deutschland                                     |                                                                |                                                                | |
| Heinz Ludwig Hermann Krekeler (* 1906; † 2003)                 |                                                                | 1950–1958                                                      | |
| Wilhelm Grewe (* 1911; † 2000)                                 |                                                                | 1958–1962                                                      | |
| Karl Heinrich Knappstein (* 1906; † 1989)                      |                                                                | 1962–1968                                                      | |
| Rolf Friedemann Pauls (* 1915; † 2002)                         |                                                                | 1968–1973                                                      | |
| Berndt von Staden (* 1919; † 2014)                             |                                                                | 1973–1979                                                      | |
| Peter Hermes (* 1922; † 2015)                                  |                                                                | 1979–1984                                                      | |
| Günther van Well (* 1922; † 1993)                              |                                                                | 1984–1987                                                      | |
| Jürgen Ruhfus (* 1930; † 2018)                                 |                                                                | 1987–1992                                                      | |
| Immo Stabreit (* 1933)                                         |                                                                | 1992–1995                                                      | |
| Jürgen Chrobog (* 1940)                                        |                                                                | 1995–2001                                                      | |
| Wolfgang Ischinger (* 1946)                                    |                                                                | 2001–2006                                                      | |
| Klaus Scharioth (* 1946)                                       |                                                                | 2006–2011                                                      | |
| Peter Ammon (* 1952)                                           |                                                                | 2011–2014                                                      | |
| Peter Wittig (* 1954)                                          |                                                                | 2014–2018                                                      | |
| Emily Haber (* 1956)                                           |                                                                | 2018–2023                                                      | |
| Andreas Michaelis (* 1959)                                     |                                                                | 2023–2025                                                      | |
| Jens Hanefeld (* 1964)                                         |                                                                | 2025–                                                          | |